# Créteil – L’Échat
Créteil – L’Échat (Hôpital Henri Mondor) – stacja ósmej linii i budowana stacja piętnastej linii paryskiego metra. Stacja znajduje się w gminie Créteil. Stację otwarto 24 września 1973 roku na linii liliowej; otwarcie na linii bordowej planowane jest na 2025 rok.